# Шишов (фамилия)
Шишо́в (женская форма Шишо́ва) — русская фамилия. Согласно Баскакову имеет тюркское происхождение. 
Образована от слова шиш, заимствовано в русский язык из тюркских языков. Оно встречается в турецком, крымскотатарском и в других тюркских языках в различных значениях (опухоль, волдырь, шпага, меч) и служит основой для многих близких по значению производных слов. Русские слова шишка, шишак, шиш, имеют то же происхождение. По мнению Баскакова, слово шиш также лежит в основе таких фамилий, как Шишкин и Шишаков. Древнерусское слово шиш имело различные значения, в основном связанные с бытом. Некоторые значения этого слова относились к копне сена, шалашу, островерхой постройке, им также могли называть составленные шатром жерди для сушки гороха, снопов. Другое значение слова шиш в русском языке — «плут», «лентяй».
Таким образом, фамилия Шишов образовалась при присоединении суффикса -ов к основе шиш, которая первоначально была прозвищем.